# Mathias Jensen
Jensen (sinh ngày 1 tháng 1 năm 1996) là một cầu thủ bóng đá chuyên nghiệp người Đan Mạch thi đấu ở vị trí tiền vệ cho câu lạc bộ  Brentford tại Giải bóng đá Ngoại hạng Anh và đội tuyển quốc gia Đan Mạch.

## Thống kê sự nghiệp

### Câu lạc bộ
Tính đến ngày 13 tháng 11 năm 2022
| Club         | Season       | League           | League | League | National cup | National cup | League cup | League cup | Europe | Europe | Other | Other | Total | Total |
| Club         | Season       | Division         | Apps   | Goals  | Apps         | Goals        | Apps       | Goals      | Apps   | Goals  | Apps  | Goals | Apps  | Goals |
| ------------ | ------------ | ---------------- | ------ | ------ | ------------ | ------------ | ---------- | ---------- | ------ | ------ | ----- | ----- | ----- | ----- |
| Nordsjælland | 2015–16      | Danish Superliga | 5      | 1      | 0            | 0            | ―          | ―          | ―      | ―      | ―     | ―     | 5     | 1     |
| Nordsjælland | 2016–17      | Danish Superliga | 22     | 2      | 1            | 0            | ―          | ―          | ―      | ―      | ―     | ―     | 23    | 2     |
| Nordsjælland | 2017–18      | Danish Superliga | 35     | 12     | 1            | 0            | ―          | ―          | ―      | ―      | ―     | ―     | 36    | 12    |
| Nordsjælland | 2018–19      | Danish Superliga | 1      | 0      | 1            | 0            | ―          | ―          | 1      | 0      | ―     | ―     | 2     | 0     |
| Nordsjælland | Total        | Total            | 63     | 15     | 3            | 0            | ―          | ―          | 1      | 0      | ―     | ―     | 67    | 15    |
| Celta Vigo   | 2018–19      | La Liga          | 6      | 0      | 0            | 0            | ―          | ―          | ―      | ―      | ―     | ―     | 6     | 0     |
| Brentford    | 2019–20      | Championship     | 39     | 1      | 0            | 0            | 1          | 0          | ―      | ―      | 3     | 0     | 43    | 1     |
| Brentford    | 2020–21      | Championship     | 45     | 2      | 1            | 0            | 4          | 0          | ―      | ―      | 3     | 0     | 53    | 2     |
| Brentford    | 2021–22      | Premier League   | 31     | 0      | 1            | 0            | 3          | 0          | ―      | ―      | ―     | ―     | 35    | 0     |
| Brentford    | 2022–23      | Premier League   | 15     | 1      | 0            | 0            | 1          | 0          | ―      | ―      | ―     | ―     | 16    | 1     |
| Brentford    | Total        | Total            | 130    | 4      | 2            | 0            | 9          | 0          | ―      | ―      | 6     | 0     | 147   | 4     |
| Career total | Career total | Career total     | 199    | 19     | 5            | 0            | 9          | 0          | 1      | 0      | 6     | 0     | 220   | 19    |

1. ↑  Appearance in UEFA Europa League
2. 1 2  Appearances in Championship play-offs

### Quốc tế
Tính đến ngày 26 tháng 3 năm 2024
| Đội tuyển quốc gia | Năm  | Trận | Bàn |
| ------------------ | ---- | ---- | --- |
| Đan Mạch           | 2020 | 4    | 0   |
| Đan Mạch           | 2021 | 11   | 1   |
| Đan Mạch           | 2022 | 7    | 0   |
| Đan Mạch           | 2023 | 6    | 0   |
| Đan Mạch           | 2024 | 2    | 0   |
| Tổng               | Tổng | 30   | 1   |

Bàn thắng và kết quả của Đan Mạch được để trước.
| # | Ngày                | Địa điểm                     | Đối thủ | Bàn thắng | Kết quả | Giải đấu                      |
| - | ------------------- | ---------------------------- | ------- | --------- | ------- | ----------------------------- |
| 1 | 28 tháng 3 năm 2021 | MCH Arena, Herning, Đan Mạch | Moldova | 5–0       | 8–0     | Vòng loại FIFA World Cup 2022 |

## Danh hiệu
Brentford
- EFL Championship play-offs: 2021[11]

Cá nhân
- Tài năng Đan Mạch của năm: 2017[12]
- Cầu thủ xuất sắc nhất năm của FC Nordsjælland: 2017–18[13]